# Nick Van Exel
Nickey „Nick“ Maxwell Van Exel (* 27. November 1971 in Kenosha, Wisconsin) ist ein ehemaliger US-amerikanischer Basketballspieler. Der 1,86 m große Point Guard erwarb sich früh aufgrund seiner Schnelligkeit den Spitznamen Nick the Quick. Als Student spielte er für das Trinity Valley Community College und später für die Cincinnati Bearcats in der NCAA, bevor er bei der NBA Draft 1993 an 37. Stelle von den Los Angeles Lakers ausgewählt wurde. Bei diesem Team blieb er bis 1998. Bis 2006 war er bei verschiedenen Teams in der NBA aktiv.

## Spielerlaufbahn

### College
Van Exel begann seine Collegelaufbahn beim kleinen Trinity Valley Community College. Dort empfahl er sich durch seine Leistungen Coach Bob Huggins für die Bearcats der University of Cincinnati. Mit dieser Mannschaft erreichte er in seinem zweiten und letzten Jahr das Elite Eight genannte Viertelfinale der US-Studentenmeisterschaften.

### NBA
Van Exel wurde beim NBA-Draft 1993 von den Los Angeles Lakers an 37. Stelle ausgewählt. Seine Rookie-Saison bei den Lakers verlief überzeugend mit 13,6 Punkte und 5,8 Assists im Schnitt in 81 Spielen. Gleich in diesem ersten Jahr als Profi erzielte er über 1000 Punkte (1099). Vor ihm hatten das bei den Lakers erst Norm Nixon, James Worthy, Jerry West und Magic Johnson geschafft. So wurde Van Exel 1994 ins NBA All-Rookie Second Team gewählt. Ab der NBA-Saison 1996/97 spielte er dann an der Seite der späteren MVPs Shaquille O’Neal und Kobe Bryant. Später im Jahr 1998 wurde er das erste und einzige Mal in seiner Karriere ins All-Star-Team der Western Conference gewählt. Anschließend (im selben Jahr) wechselte Van Exel zu den Denver Nuggets. Bei den Nuggets spielte er in der Saison 2000/01 mit 17,7 Punkte und 8,5 Assists im Schnitt die beste Saison in seiner Karriere. Ein Jahr später wurde Van Exel dann mit Raef LaFrentz, Avery Johnson und Tariq Abdul-Wahad für Juwan Howard, Donnell Harvey und Tim Hardaway zu den Dallas Mavericks transferiert, bei denen er an der Seite von Dirk Nowitzki auf dem Parkett stand. Bei den Mavericks spielte er vor allem in den Play-offs von 2003 eine wichtige Rolle und lieferte mit 19,5 Punkte im Schnitt starke Leistungen ab. Nach den Play-offs von 2003 wurde er anschließend mit Evan Eschmeyer, Avery Johnson, Popeye Jones, und Antoine Rigaudeau für Antawn Jamison, Chris Mills, Danny Fortson, und Jiří Welsch zu den Golden State Warriors transferiert. Nach nur 53 Spielen für Portland wollte Van Exel noch einmal um den Titel mitspielen und unterschrieb beim NBA-Meister von 2005, den San Antonio Spurs. Als man dann in den Play-offs 2006 in der zweiten Runde an den Dallas Mavericks mit 3:4 scheiterte, beendete der Linkshänder seine Karriere als Basketballspieler.

### Trainerlaufbahn
Nach seinem Karriereende wechselte Van Exel in die Trainerlaufbahn. Von 2013 bis 2014 war er Assistant Coach der Milwaukee Bucks. Zur Saison 2014/2015 wurde er zum Associate Headcoach des D-League Teams der Dallas Mavericks, der Texas Legends. In der Saison 2015/16 war er alleiniger Headcoach der Texas Legends. Von 2016 bis 2019 war er Assistenztrainer der Memphis Grizzlies und von 2021 bis 2023 der Atlanta Hawks.